# David Popovici
David Popovici (n. 15 septembrie 2004, București, România) este un înotător român, specializat în stilul liber. Este primul campion olimpic al natației masculine din România. Este campion mondial și european în 2022 la 100 de metri și la 200 de metri în stil liber. David Popovici a devenit cel mai tânăr campion mondial la proba de 200 m liber masculin și unul dintre cei mai tineri campioni mondiali masculin din istoria înotului. El deține recordul mondial la juniori la proba de 100 m liber, precum și recordul mondial la juniori, la 200 m liber.

## Date biografice
Popovici s-a născut în București și a început înotul la vârsta de patru ani, la bazinul „Lia Manoliu“, la recomandarea unui medic ortoped pentru a corecta scolioza aflată în stadiu incipient. La vârsta de 9 ani a început să se antreneze la Aqua Team București, cu Adrian Rădulescu, fost înotător, doctor în performanță atletică, specializat în înot. La 10 ani, Popovici a doborât primul său record național, la 50 m spate – record deținut timp de 24 de ani de Dragoș Coman, medaliat mondial cu bronz în 2003. La 14 ani a devenit cel mai rapid înotător sub 15 ani din istoria Festivalului Olimpic al Tineretului European, înotând 100 de metri în 49,82 secunde.
Este absolvent al Colegiului Național Bilingv „George Coșbuc” din București, iar în prezent urmează cursurile Facultății de Psihologie și Științele Educației din cadrul Universității din București.

## Cariera profesională

### 2020: Campionatele Europene și debut olimpic
La Campionatele Europene de Natație din 2020 de la Budapesta, Popovici a reușit să înoate sub timpul de calificare olimpic la proba de 100 de metri și, prin aceasta, s-a calificat la Jocurile Olimpice de la Tokyo 2020, fiind cel mai tânăr membru al echipei României. A doborât de trei ori recordul național al României în timpul evenimentului (în serii, semifinale și finală), terminând pe locul 6 în finală. Popovici a mai concurat la 50 de metri liber și la 200 de metri liber.
La Jocurile Olimpice de vară din 2020 de la Tokyo, Popovici a concurat la probele individuale de 50 de metri liber, 100 de metri liber și 200 de metri liber, în urma performanțelor sale bune la Campionatele Europene. Deși nu a câștigat nici o medalie, a ajuns la 0,02 secunde de medaliatul cu bronz Fernando Scheffer, terminând pe locul 4 la 200 de metri liber masculin, în fața lui Martin Malyutin (care a câștigat medalia de aur la Campionatul European), cu un timp de 1:44,68. Popovici a terminat și pe locul 7 la 100 de metri liber masculin, cu un timp de 48,04.

### 2021: Campionatele Europene de Juniori
Popovici a câștigat un total de patru medalii, la Campionatele Europene de înot de juniori din 2021 de la Roma, unde a doborât de două ori recordul mondial de juniori la 100 de metri liber și o dată recordul mondial de juniori la 200 de metri liber. La ștafeta 4x100 metri liber, a doborât pentru prima dată recordul mondial de juniori, cu un timp de 47,56, ajutând ștafeta să câștige medalia de argint. Două zile mai târziu, a reușit să doboare din nou același record mondial de juniori, de data aceasta în proba de 100 de metri liber, pentru a câștiga medalia de aur, cu un timp de 47,30. Această performanță l-a făcut pe Popovici cel mai rapid om din lume la acel moment în 2021, depășindu-l pe Kliment Koleșnikov. A doua sa medalie de aur la Campionatele Europene de juniori a venit la proba de 200 de metri stil liber, unde a doborât un alt record mondial de juniori, în semifinală, cu un timp de 1:45,26. A câștigat a treia medalie de aur la proba de 50 de metri stil liber, unde a terminat cu 0,61 secunde înaintea sportivului clasat pe locul doi, Nikita Chernousov.
Popovici a intrat să concureze la Campionatele Europene de înot pentru bazin scurt din 2021, organizate la Palatul Acvatic Kazan din Rusia. La 6 noiembrie, Popovici a câștigat medalia de aur la proba de 200 de metri liber masculin, cu un timp de 1:42,12, doborând propriul record național de la Cupa Mondială. Nu a reușit să se califice în finala probelor individuale de 100 de metri liber masculin și 400 de metri liber masculin.

### 2022: Dublu campion mondial și european, record mondial la 17 ani
La 20 iunie 2022, Popovici a devenit al doilea cel mai tânăr înotător care a câștigat proba de 200 m liber masculin la Campionatele Mondiale (după Tim Shaw), având doar 17 ani și 278 de zile. La Campionatele Mondiale de la Budapesta a câștigat două medalii de aur, la 100 de metri liber masculin și la 200 de metri liber masculin.
La Campionatele Europene de juniori din 2022 de la Otopeni, România, Popovici a concurat în 5 probe individuale și în ștafetă, câștigând fie aur, fie argint în toate cele 5 și ajutându-și compatrioții la ceea ce urma să fie cel mai de succes Campionat European de juniori pentru România. A câștigat medalia de aur la probele masculine de 50 de metri, 100 de metri și 200 de metri liber, câștigând finala de 200 de metri liber cu un timp de 1:45,45, care a fost cu 2,26 secunde înaintea medaliatului cu argint Lorenzo Galossi. La 5 iulie, la ștafeta 4×100 metri liber, Popovici, alături de Vlad Stancu, Ștefan Cozma și Patrick Dinu, au terminat pe primul loc cu un timp de 3:18,93. O zi mai târziu, la 6 iulie, Popovici a făcut parte din ștafeta României care a câștigat medalia de argint la mixt 4x100 metri liber, alături de Patrick Dinu, Bianca Costea și Rebecca Diaconescu.
La 13 august 2022, la Campionatele Europene de la Roma, cu un timp de 46,86, Popovici a doborât recordul mondial al lui César Cielo, care dura de 13 ani. După ce a înotat un timp de 46,98 în semifinală cu o seară înainte, Popovici a devenit primul înotător cu un timp sub 47 de secunde realizat de două ori. La proba de 200 de metri liber, a câștigat aurul cu un timp de 1:42,97, cel mai rapid timp în costum textil din toate timpurile și al treilea cel mai bun timp din istoria evenimentului.
Cu două săptâmâni înainte să împlinească 18 ani, Popovici a concurat la Campionatele Mondiale de juniori din 2022 de la Lima, în ultima sa competiție internațională de juniori. În prima zi, 30 august, Popovici a ajutat ștafeta României să obțină medalia de aur la proba de 4x100 metri liber, terminând cu 1,45 secunde înaintea ștafetei franceze, care a câștigat argintul. Timpul lui Popovici de 47,07 a reprezentat și record al campionatului. A doborât de două ori recordul Campionatului Mondial de juniori FINA la 100 de metri stil liber: mai întâi prin conducerea ștafetei în preliminarii și apoi din nou în finală. A doua zi, a reușit să facă același lucru la proba de 200 de metri liber, cucerind medalia de aur, parcurgând cele patru bazine cu un record de campionat de 1:46,18. Popovici a atins peretele cu aproape trei secunde înaintea medaliatului cu argint Daniel Meszaros, care a fost cronometrat cu timpul de 1:48,98. La 1 septembrie, ștafeta României cu Popovici în prima etapă, a câștigat medalia de argint la proba mixtă de 4x100 metri liber, cu un timp de 3:30,39, terminând la 0,36 secunde în spatele ștafetei maghiare. În ultima zi a Campionatului, Popovici a cucerit medalia de aur în finala de la 100 de metri liber, unde s-a impus cu timpul de 47,13, fiind urmat după 2,24 secunde de croatul Hribar.

#### Campionatele Mondiale în bazin scurt 2022
În a doua zi a Campionatului Mondial în bazin scurt din 2022 de la Melbourne, Australia, Popovici a stabilit un nou record mondial de juniori în semifinalele probei de 100 de metri liber, cu un timp de 45,91 secunde, care a fost cu 0,20 secunde mai rapid decât fostul record de 46,11 al lui Kliment Kolesnikov. A doua zi, el s-a clasat pe locul treizeci și unu la 400 de metri stil liber cu un timp de 3:58,48  și pe locul patru în finala probei de 100 de metri liber, cu un timp de 45,64, nou record mondial de juniori.
În a șasea și ultima zi, a câștigat medalia de argint la 200 de metri liber cu un nou timp record românesc de 1:40,79.

### 2024: Jocurile Olimpice
În 2024 el a participat la Jocurile Olimpice de vară de la Paris. La 200 de metri în stil liber a cucerit medalia de aur, iar la 100 de metri în stil liber a obținut medalia de bronz, fiind la o sutime de locul doi.

## Recorduri personale

### Bazin lung (50 m)
| Probă        | Timp    | Eveniment                             | Loc               | Dată            | Vârstă | Note     | Ref    |
| ------------ | ------- | ------------------------------------- | ----------------- | --------------- | ------ | -------- | ------ |
| 50 m liber   | 21,83   | Campionatul Național al României      | Otopeni, România  | 9 aprilie 2025  | 20     | NR       | [ 52 ] |
| 100 m liber  | 46,71   | Campionatul European de Înot U-23     | Šamorín, Slovacia | 18 iunie 2025   | 20     | ER       |        |
| 200 m liber  | 1:42,97 | Campionatele europene de natație 2022 | Roma, Italia      | 15 august 2022  | 17     | WJR · NR | [ 53 ] |
| 400 m liber  | 3:47.54 | Campionatul Național al României      | Otopeni, România  | 19 aprilie 2024 | 19     |          | [ 54 ] |
| 50 m fluture | 23,74   | Campionatul Național al României      | Otopeni, România  | 6 aprilie 2023  | 18     | NR       | [ 55 ] |

Legendă: WR - Record mondial WJR - Record mondial juniori; NR - Record național

### Bazin scurt (25 m)
| Probă       | Timp    | Eveniment                           | Loc                  | Dată              | Vârstă | Note     | Ref    |
| ----------- | ------- | ----------------------------------- | -------------------- | ----------------- | ------ | -------- | ------ |
| 50 m liber  | 21.30   | Campionatul European de Bazin Scurt | Otopeni, România     | 5 decembrie 2023  | 19     | NR       | [ 56 ] |
| 100 m liber | 45,64   | Campionatele Mondiale 2022          | Melbourne, Australia | 14 decembrie 2022 | 18     | WJR · NR | [ 57 ] |
| 200 m liber | 1:40,79 | Campionatele Mondiale 2022          | Melbourne, Australia | 18 decembrie 2022 | 18     | NR       | [ 58 ] |

Legendă: NR - Record național;  WJR - Record mondial juniori

## Premii și onoruri
- GSP.ro - Gazeta Sporturilor Superlativele GSP, "Sportivul Anului": 2024[59]
- Swimming World, Newcomer of the Year: 2021[60]
- Premiul Piotr Nurowski: 2021[61]
- Ordinul național „Steaua României” în grad de cavaler, iulie 2022, acordat de către președintele Klaus Iohannis[62]
- Ordinul Meritul Sportiv clasa I, septembrie 2024[63]